# A Lã e a Neve
A Lã e a Neve é um romance neo-realista de Ferreira de Castro. Publicado pela primeira vez em 1947, A Lã e a Neve conta a vivência dos portugueses que habitam as regiões frias de Serra da Estrela em plena 2ª Guerra Mundial.
Sobre esta obra, o escritor disse que era um "acto de fraternidade para com os homens da Beira". Durante 6 anos estudou a vida nas fábricas e nos campos.

## Enredo
Em Manteigas, um jovem pastor, Horácio, está noivo de Idalina e sonha ter uma casa confortável para a sua nova família após o casamento. Esta ideia surgiu após realizar a tropa em Lisboa e ficar encantado com os casarões que viu na zona do Estoril e Cascais. Para tal, decide empregar-se como tecelão na indústria de lanifícios da Covilhã e, assim, conseguir ter um salário fixo para juntar dinheiro.
Ao conseguir emprego numa fábrica de tecelagem, na Covilhã, casa-se e ascende a "operário", mas vê-se obrigado a viver num casebre. Desta forma, apesar do seu optimismo e esperança, Horácio enfrenta condições desafiantes: poucas oportunidades de progressão profissional, desânimo generalizado dos colegas de trabalho, dificuldades financeiras para aquisição de casa própria, caminhadas entre a sua terra Natal, Manteigas, e a Covilhã muito exigentes.
Em meio às notícias acerca da conflagração mundial, alguns operários, especialmente Marreta, nutrem esperanças de um mundo melhor para os deserdados da fortuna. Com o término da guerra, a morte de Marreta, a continuação de tudo e a resignação de Horácio, finda o romance.

## Relevância do romance
Na Covilhã existe um agrupamento de escolas com o nome "A Lã e a Neve" em forma de homenagem ao romance.